# Guri Schanke
Guri Schanke, née Guri Annika Schanke le 14 décembre 1961 est une chanteuse et actrice norvégienne.

## Biographie
Guri Schanke commença sa carrière de comédienne en 1982 au Oslo Nye Teater. Depuis elle participa à un grand nombre de comédies musicales  dont  "Les Misérables", "Summer in Tyrol" et "Annie du Far West". Elle participa également à plusieurs productions télévisées dont la série norvégienne Hotel Cæsar.
En 2006 elle participe à la 1re saison de Skal vi danse?, la version norvégienne de Danse avec les stars.
Guri remporta l'édition 2007 du Norsk Melodi Grand Prix avec la chanson Ven a bailar conmigo écrite par Thomas G:son et 108 541 votes. Grâce à cette victoire, elle participa pour la Norvège au Concours Eurovision de la chanson en 2007 avec la même chanson mais ne réussit pas à passer le cap de la demi-finale.
Elle est aussi connue dans son pays pour prêter sa voix à plusieurs personnages des productions Disney : 
- 90s : Les 101 Dalmatiens : Perdita (voix & chant)
- 90s - Les Aristochats : Duchesse (voix & chant)
- 90s - Oliver et Compagnie : Rita (voix & chant)
- 90s - Cendrillon : Anastasia
- 2002 - Cendrillon 2 : Une vie de princesse : Anastasia
- 2007 - Le Sortilège de Cendrillon : Anastasia (voix & chant)
- 1992-1994 - La Petite Sirène (série télévisée) : Ariel (voix & chant)
- 2000 - La Petite Sirène 2 : Retour à l'océan : Ariel (voix & chant)
- 2008 - Le Secret de la Petite Sirène : Ariel (voix & chant)
- 1995 - Pocahontas : Pocahontas (voix)
- 1998 - Pocahontas 2 : Un monde nouveau : Pocahontas (voix)
- 1997 - La Belle et la Bête 2 : Le Noël enchanté : Angelique (voix & chant)
- 1998 - Le Prince d'Égypte : Miriam (voix & chant)
- 1999 - Toy Story 2 : Barbie
- 2001 - La Belle et le Clochard 2 : Lady (voix & chant)